# Gesvres-le-Chapitre
Gesvres-le-Chapitre è un comune francese di 164 abitanti situato nel dipartimento di Senna e Marna nella regione dell'Île-de-France.

## Società

### Evoluzione demografica
Abitanti censiti